# Estudiantes San Luis
Club Sportivo Estudiantes – argentyński klub piłkarski z siedzibą w mieście San Luis, stolicy prowincji San Luis.

## Osiągnięcia
- Mistrz prowincjonalnej ligi Liga Puntana de Fútbol (31): 1920, 1921, 1922, 1923, 1924, 1925, 1926, 1929, 1931, 1933, 1941, 1943, 1944, 1955, 1959, 1961, 1966, 1967, 1968, 1969, 1976, 1981, 1982, 1983, 1986, 1987, 1989, 1993 Apertura, 1999 Apertura, 2000 Apertura, 2000 Clausura,

## Historia
Klub założony został 20 czerwca 1920 roku i gra obecnie w lidze prowincjonalnej Liga Puntana de Fútbol.